# Deidad celestial

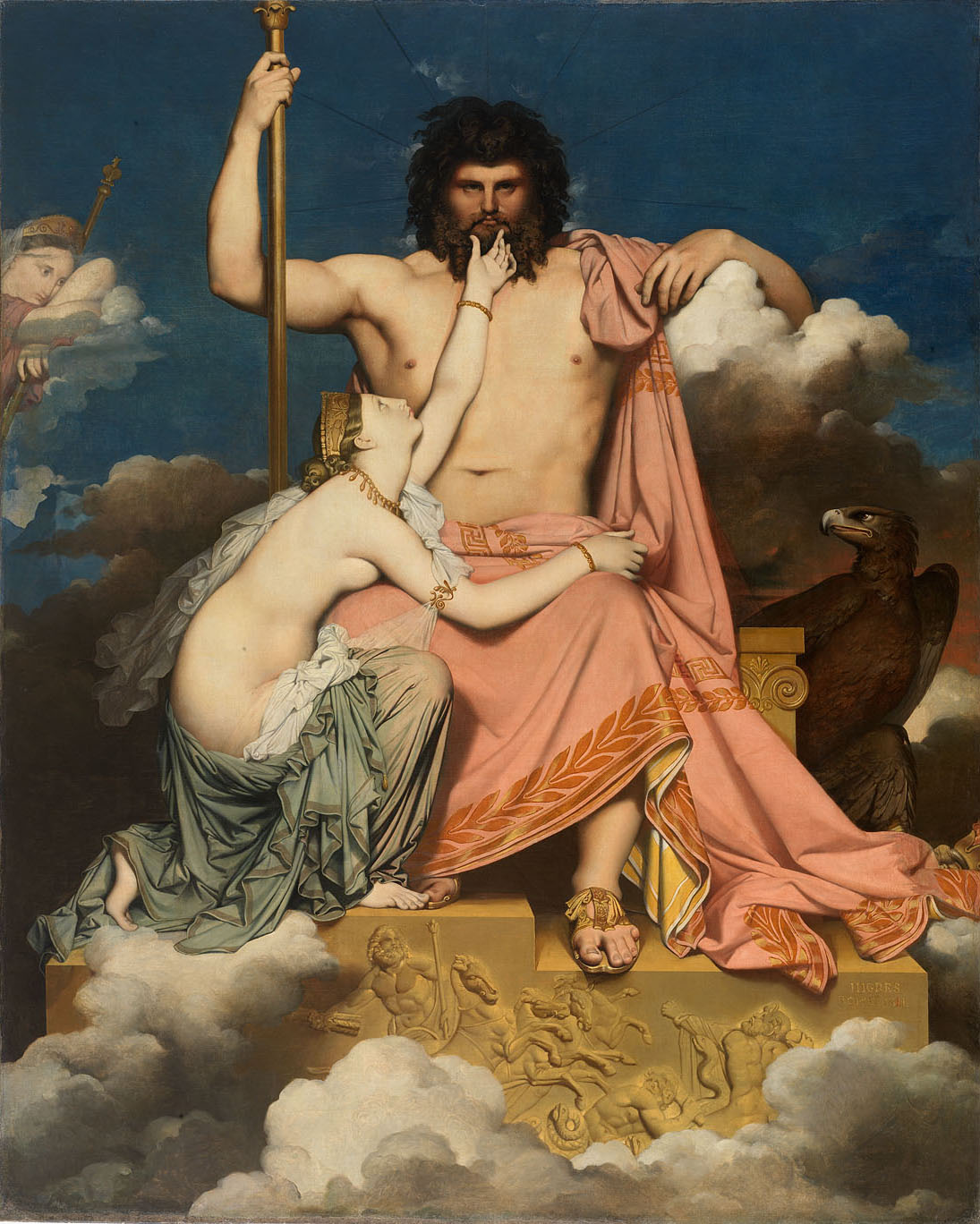
Júpiter, el padre de los cielos de la religión y la mitología romanas.

Una deidad o dios celestial es un deidad asociada al concepto del cielo o firmamento. El cielo suele tener un importante significado religioso; muchas religiones, tanto politeístas como monoteístas, tienen deidades asociadas al cielo.
Las deidades celestiales diurnas suelen ser distintas de las nocturnas. El Motif-Index of Folk-Literature de Stith Thompson lo refleja al separar la categoría de «dios del cielo» (A210) de la de «dios de las estrellas» (A250). En la mitología, los dioses nocturnos suelen conocerse como deidades nocturnas y los dioses de las estrellas simplemente como dioses estelares. Ambas categorías se incluyen aquí, ya que se relacionan con el cielo. También se incluyen las deidades luminarias, ya que el Sol y la Luna se encuentran en el cielo. Algunas religiones también pueden tener una deidad o personificación del día, distinta del dios del cielo iluminado de día, para complementar la deidad o una personificación de la noche.
Los dioses del día y los dioses de la noche suelen ser deidades de un «mundo superior» o «mundo celestial» opuesto a la tierra, y a un «mundo inferior» o inframundo (los dioses del mundo inferior se denominan a veces deidades «ctónicas»). Dentro de la mitología griega, Urano era el dios celeste primordial, al que finalmente sucedió Zeus, que gobernaba el reino celestial en la cima del monte Olimpo. En contraste con los olímpicos celestiales estaba la deidad ctónica Hades, que gobernaba el inframundo, y Poseidón, que gobernaba el mar.
A menudo, un dios masculino del cielo suele ser también rey de los dioses, ocupando la posición de patriarca dentro de un panteón. Tales dioses reyes son categorizados colectivamente como deidades «padre de los cielos», con una polaridad entre el cielo y la tierra que a menudo se expresa emparejando un dios «padre de los cielos» con una diosa «madre tierra» (los emparejamientos de una madre de los cielos con un padre tierra son menos frecuentes, p. ej., en la mitología egipcia). Una diosa celestial principal es a menudo la reina de los dioses y puede ser una diosa del aire/del cielo por derecho propio, si bien suele tener también otras funciones sin que el «cielo» sea la principal. En la antigüedad, varias diosas celestiales en el antiguo Egipto, Mesopotamia y el Cercano Oriente eran llamadas Reina del Cielo. Los neopaganos suelen aplicar el título impunemente a diosas celestiales de otras regiones que nunca fueron asociadas con el término históricamente.
Los dioses pueden gobernar el cielo en pareja (por ejemplo, el dios supremo semítico antiguo El y la diosa de la fertilidad Astarot, con la que probablemente estaba emparejado). La siguiente es una lista de deidades del cielo en varias tradiciones politeístas, ordenadas principalmente por familia lingüística, que suele ser un mejor indicador de parentesco que la geografía.
Dioses supremos celestes habitantes del cielo, denominados también uranios o uránicos por el dios supremo de la mitología griega Urano.
Los dioses uranios, son los creadores cosmogónicos por excelencia, omniscientes, se manifiestan a través de las hierofanías del rayo, trueno, viento, etc. Generalmente se retiran a lo más profundo del firmamento celeste una vez concluida su obra, perdiendo interés en los asuntos humanos y dejando en su lugar a su hijo o demiurgo la tarea de completar la creación o intervenir en los asuntos de la humanidad. 
Con el tiempo son olvidados y reemplazados en el culto por otros dioses atmosféricos, fertilizadores de la tierra con funciones más específicas y terrenales.
Estos dioses han perdido comunicación con la humanidad convirtiéndose en dioses ociosos (dei otiosi) y solo se les dirigen plegarias como último recurso ante alguna catástrofe natural o enfermedad.

## Hablantes de lenguas indoeuropeas

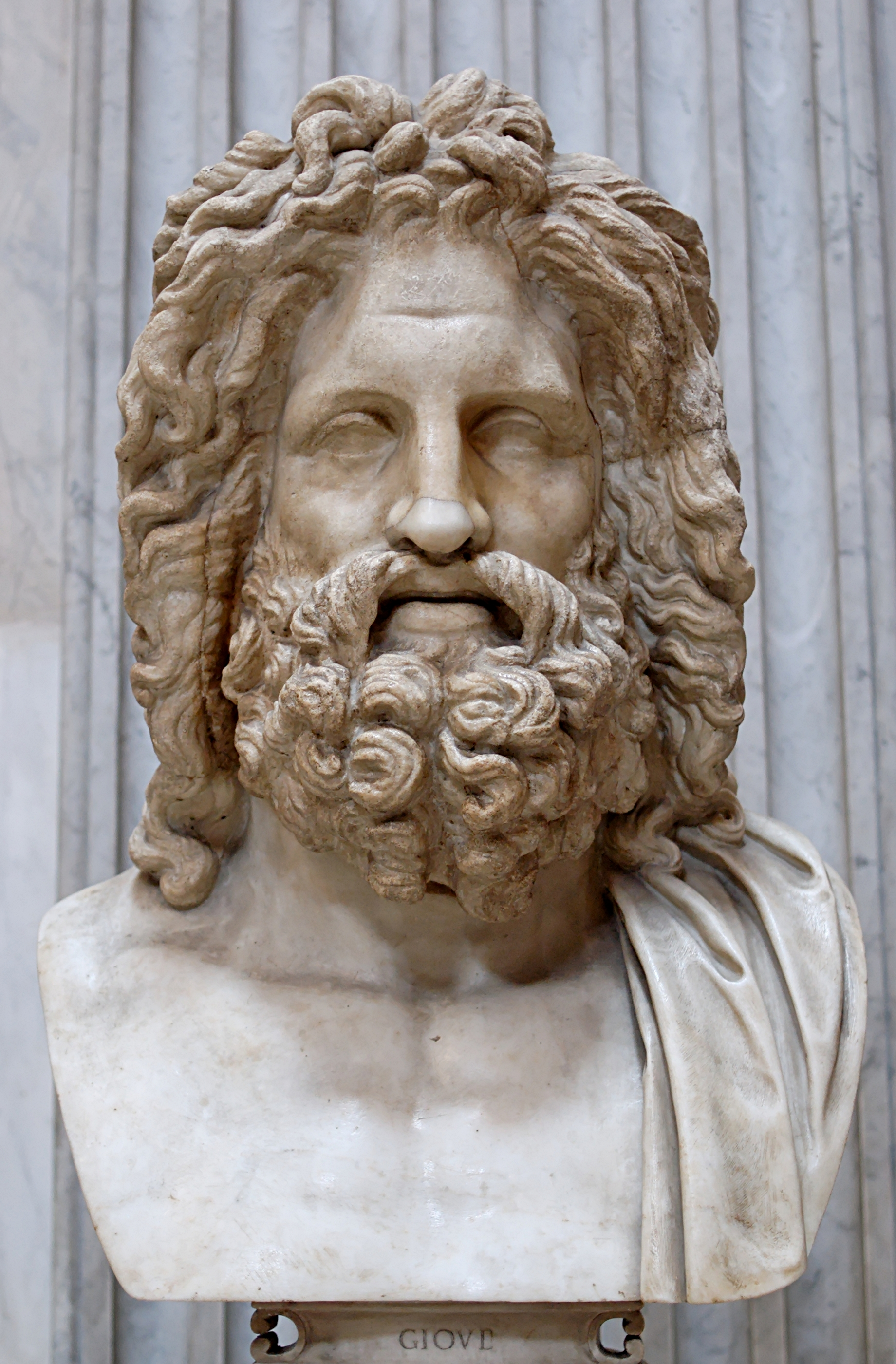
Zeus, la deidad celestial más conocida dentro de los panteones indo europeos.

### Protoindoeuropeas
- Dyeus, el principal padre del cielo de la religión protoindoeuropea.
- Hausos, diosa de la aurora e hija de Dyeus.
- Menot, dios de la Luna.
- Seul, diosa del Sol.

### Albanas
- Perendi, dios de la luz, del cielo y de los cielos.
- Zojz, dios del cielo y del rayo.

### Bálticas
- Auštaras, dios del viento del noreste.
- Dievs, dios del cielo iluminado por el día y dios principal de la mitología letona.
- Vejopatis, dios del viento que custodia el reino divino de Dausos.

### Celtas
- Latobius, dios del cielo y de la montaña equiparado con los dioses griegos Zeus y Ares.
- Nuada, dios del cielo, del viento y de la guerra.
- Sulis, diosa de las aguas termales de Bath; probablemente sea la diosa del Sol pancelta.
- Ambisagrus, dios cisalpino de la lluvia, el cielo y el granizo, equiparado al dios romano Júpiter.

### Etruscos
- Ani, dios primordial compararado con el griego Urano y el Romano Caelus.
- Tinia, dios del cielo.

### Eslávicas
- Dazhbog (o Svarog), dios del Sol.
- Khors, dios de la Luna.
- Stribog, dios de los vientos, el cielo y el aire.
- Perún, dios de las tormentas, el rayo y el cielo.
- Triglav, un dios triple cuyas tres cabezas representan el cielo, la tierra y el inframundo.
- Zorya, diosa del amanecer.

### Inglesas
- Nuit, diosa del «espacio infinito y las estrellas infinitas» en el movimiento Thelema.

### Germánicas
- Dagr, personificación del día.
- Eostre, diosa de la primavera y la fertilidad; originalmente la diosa germánica del amanecer.
- Mēnô, la Luna.
- Nótt, personificación de la noche.
- Sōwilō, el Sol.
- Teiwaz, dios del cielo de origen germánico, también dios de la ley, la justicia y la cosa (asamblea).

### Griegas
- Éter, dios primitivo del aire superior.
- Astreo, dios del crepúsculo.
- Eos, diosa del amanecer.
- Helios, personificación del Sol.
- Hemera, diosa primordial del día.
- Hera, diosa del aire, del matrimonio, de la mujer, de la fertilidad femenina, del parto, de los herederos, de los reyes y de los imperios.
- Iris, diosa del arco iris y mensajera de Hera.
- Néfele, ninfa de las nubes a semejanza de Hera.
- Nix, diosa primordial de la noche.
- Selene, personificación de la Luna.
- Urano, dios primigenio del cielo.
- Zeus, rey de los dioses, soberano del Olimpo, dios del cielo, del clima, de la ley, del orden y de la civilización.

### Hindúes
- Áditi, madre celestial de los dioses.
- Chandra, dios de la Luna.
- Dyaus Pita, padre del cielo.
- Indra, rey de los dioses, asociado al clima.
- Ratri, diosa de la noche.
- Saranyu, diosa de las nubes.
- Suria, dios del Sol.
- Ushás, diosa del amanecer.

### Iranias
- Asmān, dios del cielo.
- Māh, dios de la Luna.
- Ohrmazd, padre del cielo, el gran dios.
- Tīštar, dios de la estrella Sirio y de la lluvia.
- Xwarxšēd, dios del Sol.
- Uša, diosa de la aurora.

### Romanas
- Aurora, diosa del amanecer.
- Caelus, personificación del cielo, equivalente al Urano griego.
- Juno, diosa del cielo, reina de los dioses y esposa de Júpiter, equivalente a la Hera griega.
- Júpiter, rey del cielo y dios de los cielos y el clima, equivalente al Zeus griego.
- Luna, diosa lunar.
- Nox, versión romana de Nix, diosa de la noche y madre de Discordia.
- Sol, dios solar.
- Summanus, dios del trueno/rayo nocturno.

### Tracias y Frigias
- Sabacio, padre celestial.

## Hablantes de lenguas afroasiáticas

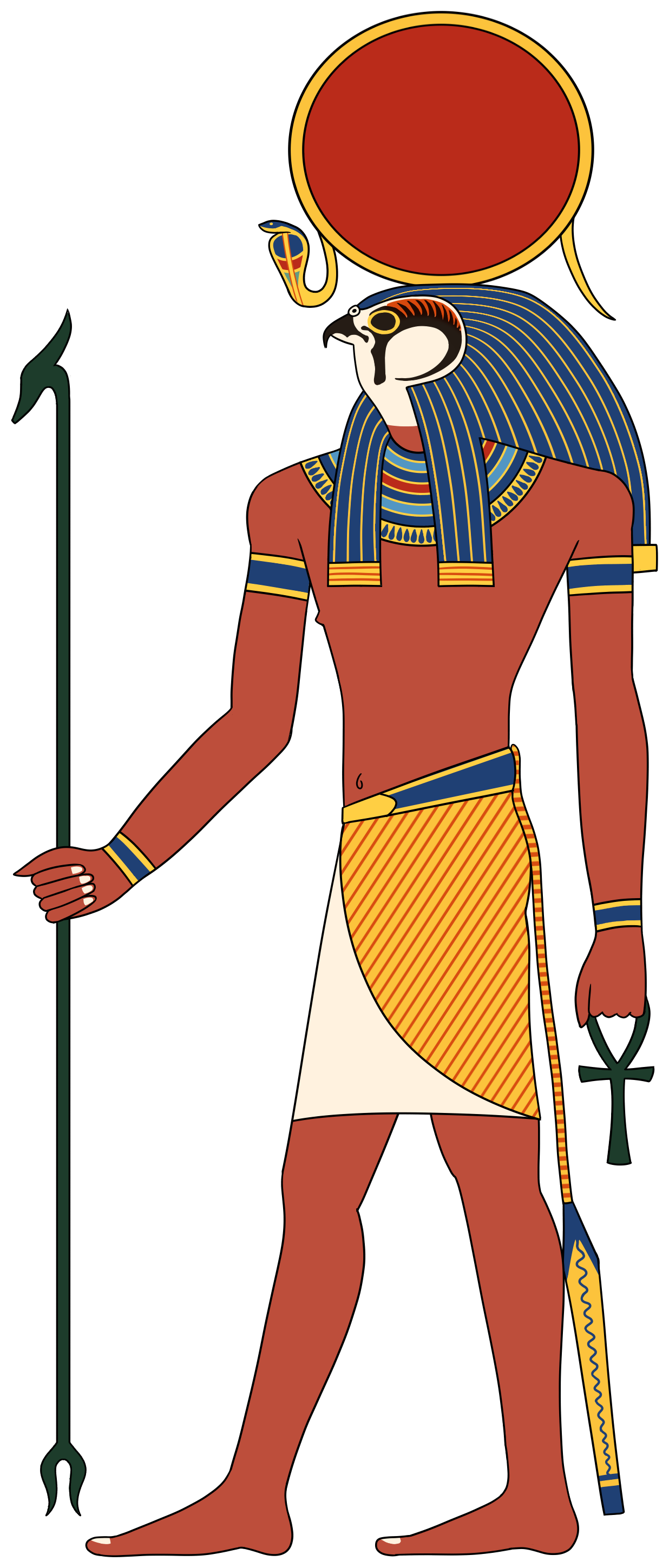
Ra, dios del sol egipcio su culto fue de las primeras religiones encaminadas a un monoteísmo durante el reinado de Akenatón.

### Antiguo Egipcio
- Amón, dios de la creación y el viento.
- Onuris, originalmente un dios de la guerra extranjero que se asoció con el dios del aire, Shu.
- Hathor, originalmente una diosa del cielo.
- Horus, dios del Sol, el cielo, los reyes y la guerra.
- Jonsu, dios de la Luna.
- Meheturet, diosa del cielo.
- Nut, diosa del cielo.
- Ra, dios del Sol.
- Shu, dios del aire.
- Thot, originalmente un dios de la Luna, más tarde se convirtió en un dios de la escritura/conocimiento y el escriba de los otros dioses.

### Bereberes
- Achamán, dios creador y del cielo guanche.
- Achuhucanac, dios guanche de la lluvia, asociado al dios del cielo Achamán.

### Semitas
- Astarot, diosa del cielo y consorte de El; tras el surgimiento de Yahvé, puede haberse convertido en consorte de Yahvé antes de ser demonizada y de que la religión israelita pasara a ser monoteísta.
- Baalshamin, «señor de los cielos» (cf. Barsamin armenio).
- El, dios del cielo original y padre del cielo de los israelitas (y otras tribus semíticas) antes de Yahvé.
- Yahvé o Yahveh, deidad cuyo origen no está claro, pero que adquirió importancia entre los israelitas, fue combinado con El y se convirtió en el único dios entre ellos; la Biblia lo asocia en gran medida con el cielo.

## Hablantes de lenguas americanas

Apu Kon Tiqsi Wiracocha, «Dios creador del todo» en la mitología incaica.

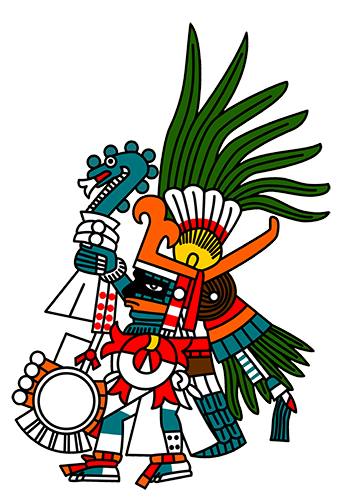
Huitzilopochtli posiblemente la deidad venerada más popular en Mesoamérica a la llegada de los conquistadores.

### Amuzgo-mixtecana
- Dzahui, dios de los cielos y de la lluvia.

### Lencas
- Itanipuca, padre del cielo y dios de las constelaciones estelares.
- Icelaca, dios del tiempo, cambio de las estaciones, y las tormentas.

### Mayenses
- Zamná, dios del cielo y la sabiduría, el día y la noche.
- Chaac, dios de las lluvias y los truenos.
- Cabaguil, dios del cielo.
- Hunab Ku, dios del cielo.
- Tzacol, dios creador, también encarnaba el cosmos y era el dios de los cielos.

### Pech
- Mua-Mua, dios del rayo y creador de la humanidad.
- Kako, dios del cielo.
- Piratakata, dios del arco Iris.

### Quechuas
- Chaska Qoyllur, personificación de Venus.
- Chuqui Chinchay, encarnación de diversos astros y fenómenos meteorológicos.
- Inti, dios del Sol.
- Illapa, dios del cielo, los fenómenos atmosféricos y la guerra.
- Kon, dios del viento y de la lluvia.
- Kuychi, dios del Arco Iris.
- Mama Quilla, diosa de la Luna.
- Pachacámac, dios creador y sustentador del universo.
- Tunupa, dios del volcán y del rayo.
- Wiracocha, padre celestial y dios creador de todo lo existente.

### Taínos
- Yocahú Bagua Maorocoti, dios de los cielos y creador de todo lo existente.
- Yaya, dios principal del panteón taíno.

### Uto-aztecas
- Huitzilopochtli, dios del Sol y de la guerra.
- Tonatiuh, dios del Sol.
- Tezcatlipoca, dios del cielo y la tierra.
- Tláloc, dios de las lluvias y las tormentas.

## Hablantes de lenguas Sino-tibetanas

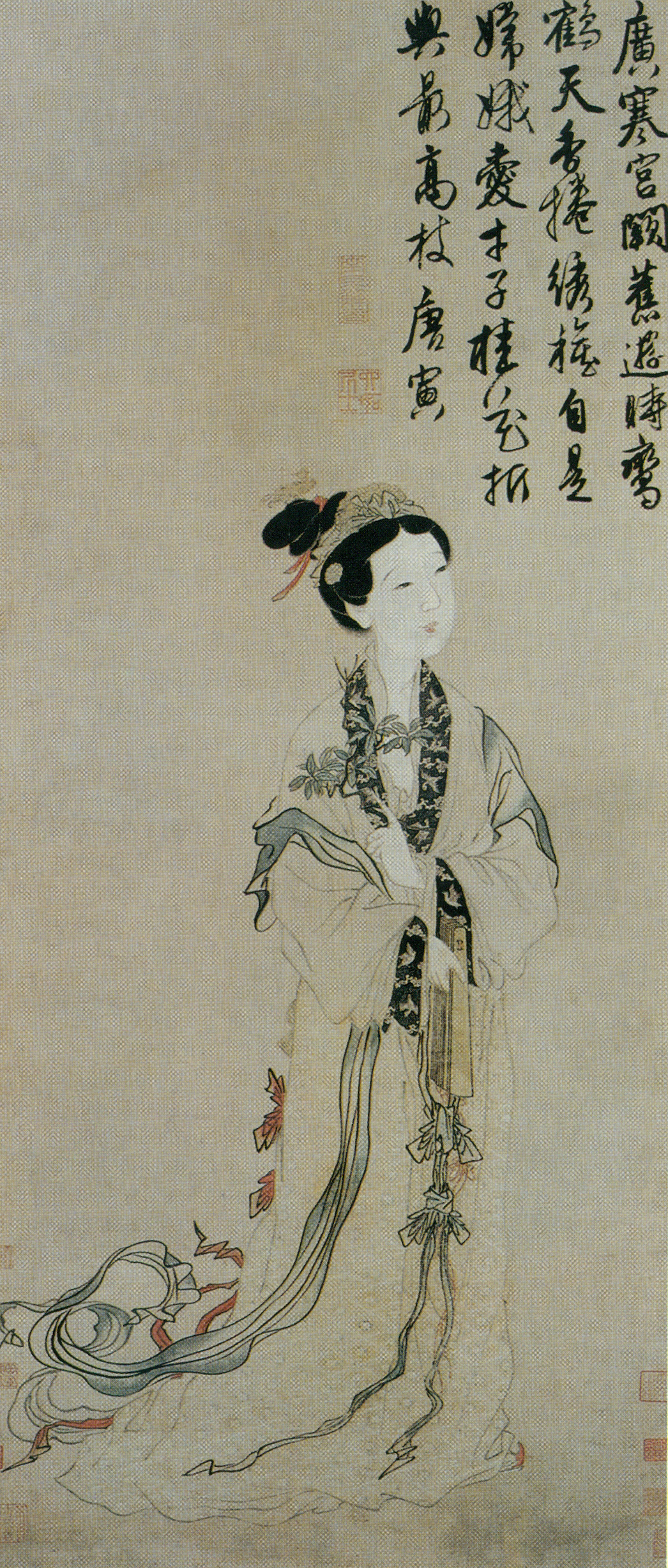
Chang'e, diosa de la Luna en el Taoísmo.

### Siníticas
- Tien Kung, dios celestial.
- Chang'e, diosa de la Luna.
- Yandi, dios del Sol.
- Xihe, diosa del Sol.
- Lui-Sin, dios del rayo y el trueno.
- Fengshi, dios de los vientos.
- Yu Huang Dadi, el emprador de jade.
- Zhinü, tejedora de las nubes.

### Viéticas
- Ông Trời, dios del cielo.
- Ông Tử Vi, rey de las estrellas.
- Mẫu Cửu Trùng Thiên, hija de Ông Trời y diosa del cielo.
- Pháp Vân, diosa de las nubes.
- Thần Mặt Trời, diosa del Sol.
- Thần Mặt Trăng, diosa de la Luna.

## Hablantes de lenguas altaicas

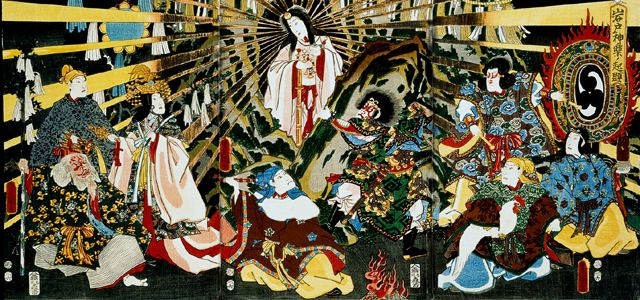
Representación de Amaterasu, la Diosa del Sol, saliendo de la cueva.

### Coreánicas
- Gungsang, dios del Sol.
- Byeorak Jang-gun, dios del trueno y del rayo.
- Myeongwol, diosa de la Luna.
- Hwanin, dios del cielo y deidad única del chendoismo.

### Túrquicas
- Tengri, dios principal y del cielo.

### Japonicas
- Amaterasu Omikami, diosa del Sol.
- Tsukuyomi, dios de la Luna.
- Fūjin, dios de los vientos.
- Raijin, dios del rayo y el trueno.
- Oyagami, dios creador y deidad única del Tenrikyō.